# Yibir
De Yibir vormt een ongeveer 25.000 personen tellende minderheidsgroepering in Somalië.
Hoewel vrijwel alle leden van de gemeenschap de islam aanhangen worden zij meer dan andere minderheidsgroeperingen in Somalië gediscrimineerd. Naar verluidt ligt de oorzaak hiervan in hun herkomst. Volgens hun eigen overleveringen stammen de Yibir (de naam schijnt "Hebreeën" te betekenen) van een van de Joodse koninkrijken (waaronder die van Beta Israël) die vermoedelijk tot in de zestiende eeuw in de Hoorn van Afrika hebben bestaan.
De Yibir spreken een eigen taal, die ze beschouwen als een Hebreeuws dialect (hoewel de Britse officier Kirk het in 1905 classificeerde als een Somalisch dialect), die ze echter niet (mogen?) gebruiken in het openbaar. Daarnaast houden ze, veelal in het verborgen, enkele eigen oude gebruiken in ere, die vaak zijn terug te voeren op het jodendom en in mindere mate ook op het christendom. Zo hebben ze de gewoonte te bedelen bij gezinnen waar een eerste kind is geboren, wat zou zijn terug te voeren op de dood van de Egyptische eerstgeborenen in de nacht vóór de uittocht uit Egypte. In ruil voor een gift zegent de Yibir dan het gezin, of een pasgehuwd stel, wat volgens de algemene opvatting geluk brengt; de Yibir hebben de naam een magische invloed te kunnen uitoefenen.
Contact met buitenstaanders hebben de Yibir, niet in de laatste plaats vanwege hun ondergeschikte positie, weinig, afgezien van enige voeling met verwante stammen in de Hoorn van Afrika en Jemen. In het jaar 2000 werd bepaald dat de Yibir een zetel kregen in de Somalische Overgangsregering. De betreffende afgevaardigde, Mohamed Daryeel, kreeg echter zoveel woede en bedreigingen over zich heen dat hij moest uitwijken naar Kenia.